# Germaine Guex
Germaine Guex (* 17. April 1904 in Arcachon, Frankreich; † 20. November 1984 in Lausanne) war eine Schweizer Psychologin und Psychoanalytikerin. Sie wurde besonders durch ihre Arbeiten zur anaklitischen Depression bekannt.

## Leben
Germaine Guex war die Tochter des reformierten Waadtländer Pastors Georges Guex und von Hélène Millet. Sie studierte am Institut Jean-Jacques Rousseau in Genf Psychologie sowie bei Raymond de Saussure Psychoanalyse und arbeitete im Forschungslabor des Schweizer Biologen und Entwicklungspsychologen Jean Piaget. Der Psychiater André Repond, Direktor der Psychiatrischen Klinik des Kantons Wallis, gründete um 1930 mit Germaine Guex und Françoise Henny in Malévoz bei Monthey eine innovative Klinik für Kinder- und Jugendpsychiatrie als eine der ersten derartigen Einrichtungen in der Schweiz.
Im Jahr 1933 eröffnete Germaine Guex eine eigene Praxis für Psychoanalyse in Lausanne. Sie unterrichtete am interkantonalen Centre romand de psychanalyse in Genf. Sie war in der Schweizerischen Gesellschaft für Psychoanalyse aktiv. In Zusammenarbeit mit Charles Odier (1886–1954), dem Gründer der Société psychanalytique de Genève, untersuchte sie die anaklitische Depression und leistete damit einen Beitrag zur Forschung über die Borderline-Persönlichkeitsstörung.

## Werke
- La psychanalyse et le problème de l’autonomie morale. In: Revue de théologie et de philosophie, 27, 1939, S. 95–113.
- Quelques entraves psychologiques au développement de la personnalité. Cinq causeries données à Lausanne en décembre 1939. 1940.
- Parents et enfants. Causeries données à Lausanne durant l'hiver 1942–43. Éditions du Groupe Esprit, 1943.
- Le syndrome d’abandon, Paris 1973 (Erstauflage 1950 als La névrose d'abandon; deutsch: Das Verlassenheitssyndrom).